# Desognaphosa karnak
Desognaphosa karnak là một loài nhện trong họ Trochanteriidae. Loài này phân bố ở Queensland.